# Kleon (Genosse des Nireus)
Kleon (altgriechisch Κλέων Kléōn) ist eine Gestalt der griechischen Mythologie.
Er war Teilnehmer am Trojanischen Krieg aufseiten der Griechen und stammte von der Insel Syme des Dodekanes. Er war Kampfgenosse des Nireus, des Königs von Syme, und wurde im Krieg von Polydamas, dem Sohn des Panthoos, getötet.